# Insision
Insision é uma banda de brutal death metal da Suécia, formada em 1997 em Estocolmo. Inspirada em bandas com Cryptopsy, Morbid Angel, Cannibal Corpse e Deicide, seu som é mais associado com o death metal da América do Norte.

## Integrantes
Formação atual
- Carl Birath - vocal
- Roger Tobias Johansson - guitarra
- Daniel Ekeroth - baixo
- Marcus Jonsson - bateria

Ex-integrantes
- Toob Brynedahl - guitarra (até Revealed and Worshipped)
- Joonas Ahonen - guitarra (1997-2000)
- Thomas Daun - bateria (até Revealed and Worshipped)
- Janne Hyytia - baixo (1999)
- Johan Thornberg - vocal (1997-1999)
- Chrille Svensson - guitarra durante turnê escandinava (2005)

## Discografia

### Álbuns de estúdio
- Beneath the Folds of Flesh (2002)
- Revealed and Worshipped (2004)
- Ikon (2007)
- Terminal Reckoning (2016)

### Demos
- Meant to Suffer (1997)
- Live Like a Worm (1998)
- Promo 2000 (2000)
- Revelation of the Sadogod (2001)

### EP
- The Dead Live On (1999)

### Splits
- Supreme Brutal Legions (2000, split com vários artistas)
- Insision / Inveracity (2001, split com Inveracity)